# Сара, Гильермо
Гильермо Энрике Сара (исп. Guillermo Enrique Sara; родился 30 сентября 1987 года, Рафаэла, Аргентина) — аргентинский футболист, вратарь.

## Клубная карьера
Сара начал карьеру в клубе «Атлетико Рафаэла». 1 ноября 2008 года в матче против «Тиро Федераль» он дебютировал в Примере Насьональ. В 2011 году Гильермо помог команде выйти в элиту. 6 августа в матче против «Банфилда» он дебютировал в аргентинской Примере. 4 августа 2012 года в поединке против «Расинга» из Авельянеды Сара отразил два пенальти от Хосе Санда.
Летом 2013 года Гильермо на правах аренды перешёл в испанский «Бетис». 25 августа в матче против «Сельты» он дебютировал в Ла Лиге.
В начале 2015 года Сара покинул «Атлетико Рафаэла» и на правах свободного агента подписал контракт с «Бока Хуниорс». 23 февраля в матче против «Темперлея» он дебютировал за новый клуб. В том же году Гильермо выиграл чемпионат и завоевал Кубок Аргентины. В 2017 года он во второй раз стал чемпионом. Летом 2018 года Сара перешёл в «Ланус». 12 августа в матче против «Дефенса и Хустисия» он дебютировал за новую команду.

## Достижения
Командные
 «Бока Хуниорс»
- Чемпионат Аргентины по футболу (3) — 2015, 2016/2017, 2017/18
- Обладатель Кубка Аргентины — 2014/2015